# هوجوشو
هوجوشو (به ژاپنی: 評定所 Hyōjōsho)، یک شورای قضایی بود که در سال ۱۲۲۵ توسط هوجو یاسوتوکی در ژاپن تأسیس شد.

## بررسی اجمالی
در دوران شوگون‌سالاری توکوگاوا از روجو (بزرگان)، بالاترین مقام‌های دولت شوگون و تعدادی کمیسر به نام بوگیو تشکیل شده بود که ریاست بخش‌های اجرایی خاصی را بر عهده داشتند. نقش شورا تا حدی اجرایی و تا حدی قضایی بود و آنها از یک اتاق شورا در قلعه ادو خدمت می‌کردند.